# Ultraleichtfluggelände Hain

i7
i11
i13
Das Ultraleichtfluggelände Hain liegt im Ortsteil Hain der Gemeinde Kleinfurra im Landkreis Nordhausen in Thüringen. Der Platzhalter und Betreiber ist der Wippertaler Drachenflugverein e. V.

## Lage
Das Ultraleichtfluggelände liegt etwa 7 km südlich des Zentrums von Nordhausen.

## Flugbetrieb
Das Ultraleichtfluggelände besitzt eine Betriebsgenehmigung für Ultraleichtflugzeuge, Hängegleiter, Gleitsegel und Flugmodelle. Der Betrieb von Ultraleichtflugzeugen ist nur für Mitglieder des Platzhalters zugelassen. Das Ultraleichtfluggelände ist mit einer 530 m langen und 20 m breiten Start- und Landebahn aus Gras (Richtung 11/29) ausgestattet. Die Start- und Landebahn umfasst zwei Betonstreifen. Hängegleiter starten per Ultraleichtflugzeugschlepp oder Windenstart, Gleitsegel per Windenstart. Nicht am Platz stationierte Luftfahrzeuge benötigen eine vorherige Zustimmung des Platzhalters, um in Hain starten und landen zu dürfen (PPR). Das Gelände wird auch vom Südharzer Modellflugverein Nordhausen e. V. benutzt.

## Geschichte
Der Wippertaler Drachenflugverein e. V. wurde am 25. Juli 1990 gegründet.